# Peter Frie
Carl Peter Frie, född 30 juni 1947 i Lysekil, är en svensk målare. 

## Biografi
Peter Frie målar tidlösa landskap. I dessa landskap tornar ofta praktfulla cumulusmoln över en låg horisont. Hösten 2011 visade Peter Frie blomsterstilleben i samma stämningsläge som sina landskap.
Peter Frie fick konstpriset Ars Fennica 1998. 
Frie är representerad vid bland annat Kalmar konstmuseum, Örebro läns museum och Nordiska Akvarellmuseet.
Peter Frie är verksam och bosatt i Båstad och Berlin. Han är gift med läraren Britt Arnstedt (född 1950).